# Estados do Sudão
Abaixo está a lista dos 18 estados do Sudão organizados por suas originais províncias sob domínio britânico. Língua árabe são versões, conforme o caso, entre parênteses. Antes de 2011, Sudão era feito em 25 estados. Estados que não eram províncias antes de 1994, estão marcados com (*). Transliterações do árabe para Inglês pode variar, em especial, o artigo "al" por vezes é transliterado como "el". Números correspondem aos do mapa à direita.

## Estados sob controle da Republica do Sudão

Estados do Sudão (ver lista de legenda)

A República do Sudão está dividida em 18 estados e uma área com status administrativo especial:

### Estados
1. Cartum (Al Khartum)
2. Cordofão do Norte (Shamal Kurdufan)
3. Norte (Ash Shamaliyah)
4. Kassala (Ash Sharqiyah)
5. Nilo Azul (An Nil al Azraq)
6. Darfur do Norte (Shamal Darfur)
7. Darfur do Sul (Janub Darfur)
8. Cordofão do Sul (Janub Kurdufan)
9. Ilha (Al Jazirah)
10. Nilo Branco (An Nil al Abyad)
11. Rio Nilo (Nahr an Nil)
12. Mar Vermelho (Al Bahr al Ahmar)
13. Gadarife (Al Qaḍarif)
14. Sennar (*)
15. Darfur Ocidental (Gharb Darfur)
16. Darfur Central (Wast Darfur)
17. Darfur Oriental (Sarq Darfur)
18. Cordofão Ocidental (Gharb Kurdufan) (dissolvido em 2005, re-estabelecido em 2013)[3][4]

### Áreas com status administrativo especial
Após o Tratado de Naivasha ser feito em 2005, a Área de Abyei recebeu status administrativo especial e, após a independência do Sudão do Sul, em 2011, é considerada tanto parte da República do Sudão e do Sudão do Sul, efetivamente um condomínio.
1. Abyei

## Autonomia regional
- Três estados de Darfur estão abrangidos pela Autoridade Regional de Darfur.

## História

Sudão apropriado
Darfur
Frente Oriental, área de operações em julho de 2006
Abyei (referendo em 2011)
Montes Nuba e Nilo Azul ("consultas populares" em 2011)

O Sudão Anglo-Egípcio possuía oito mudirias, ou províncias, que eram ambíguas quando foram criadas, mas tornaram-se bem definidas no início da Segunda Guerra Mundial. As oito províncias eram: Nilo Azul, Darfur, Equatória, Kassala, Khartoum, Cordofão, Northern e Upper Nile. Em 1948, Bahr al Ghazal dividiu-se da Equatória.
Houve numerosas novas províncias criadas em 1 de julho de 1973. Darfur do Norte e Darfur do Sul foram criadas da cisão de Darfur, enquanto o Cordofão dividiu-se em Cordofão do Norte e Cordofão do Sul. Al Jazirah e White Nile foi cindida do Blue Nile. River Nile foi cindida do Norte. Red Sea foi cindida Kassala.
Uma nova divisão de províncias ocorreu em 1976. Lakes gerou Bahr al Ghazal, e Jonglei gerou Upper Nile. Equatoria dividiu-se em Oriental e Ocidental. Houve, portanto, dezoito províncias. Em 1991, o governo reorganizou as divisões administrativas em nove estados federais, correspondentes a nove províncias que tinham existido entre 1948 e 1973.
Em 14 de fevereiro de 1994, o governo reorganizou novamente, criando vinte e seis wilayat (estados). A maioria dos wilayat eram as antigas províncias ou sub-regiões administrativas de uma província. Como parte da nova estrutura no governo no sul do Sudão, em 2005, Bahr al Jabal foi renomeado para Equatória Central. Em 2006, foi dividida e o Cordofão Ocidental fundiu-se com o Cordofão do Norte e o Cordofão do Sul.
Em janeiro de 2012, foram criados os novos estados de Darfur Central e Darfur Oriental na região de Darfur, elevando o número total de estados para 17. In July 2013, West Kurdufan was reestablished.
Em julho de 2013, o estado de Cordofão Ocidental foi restaurado como era antes de agosto de 2005.
O governo anunciou a restauração do estado de Cordofão Ocidental em dezembro de 2012. O presidente al-Bashir emitiu decretos endossando o status dos três Estados de Cordofão e nomeando governadores para eles em julho de 2013. Cordofão Ocidental contém o distrito de Abyei, cujo status ainda é indeterminado. Um referendo deve ser realizado para que Abyei escolha aderir ao Sudão ou ao Sudão do Sul.
Desde abril de 2019, os estados do Sudão estão sem governos estaduais e conselhos legislativos.

### Estados Antigos formados agora pelo Sudão do Sul
Em 9 de julho de 2011, os dez estados do sul tornaram-se independente do Sudão, tornando-se Sudão do Sul. Eles foram ainda divididos em 86 condados.